# 리구레 공화국
리구레 공화국(이탈리아어: Repubblica Ligure)은 1797년 6월 14일 나폴레옹 보나파르트에 의해 성립된 단명한 프랑스의 자매공화국이었다. 리구리아 공화국(Ligurian Republic)이라고도 한다.

## 역사
리구레 공화국의 국토는 이탈리아 북서부 리구레 지역의 대부분을 아우르는 옛 제노바 공화국과 그 영토 안에 사보이아가가 소유한 소규모의 제국 봉토로 구성되어 있었다. 리구레 공화국의 첫 헌법은 1797년 12월 22일 제정되어, 총재정부가 통치하는 공화국으로써 설립되었다.
리구레 공화국은 1800년 합스부르크 군주국(오스트리아) 군대에 의해 잠시 점령당했으나, 나폴레옹 보나파르트는 곧 그의 군대와 함께 복귀하였다. 1801년 새로운 헌법이 발표되었는데, 옛 제노바 공화국의 그것과 더 유사한 기관을 설립하고, 상원 대표였던 도제를 선출하였다. 리구레 공화국은 흰색 바탕에 붉은 십자가가 새겨진 옛 제노바 공화국의 국기를 그대로 사용하였다. 1805년 6월 리구레 공화국은 나폴레옹에 의해 프랑스 제1제국에 합병되었다.

## 같이 보기
- 프랑스 제1공화국
- 프랑스 제1제국
- 나폴레옹 보나파르트
- 자매 공화국 (en:Sister republic)

1. ↑  Woolf, Stuart (November 2002). 《Napoleon's Integration of Europe》. ISBN 9781134944200.